# 카산드라 매그래스
카산드라 매그래스(Cassandra Magrath, 1981년 1월 8일 ~ )는 오스트레일리아의 배우, 영화배우이다.

## 영화
- 스파이 후 네버 다이즈 (2022년) - 수잔 역
- 스케어 캠페인 (2016년)
- 배니쉬드 (2011년) - 위노나 역
- 섬머 코더 (2010년) - 엘라 역
- 울프 크릭 (2005년) - 리즈 헌터 역
- 호텔 드 러브 (1996년)